# Rospuda (Podlachië)
Rospuda is een dorp in de poolse Woiwodschap Podlachië, in het district powiat Suwalski. De plaats maakt deel uit van de landgemeente Filipów. Rospuda ligt 5 kilometer ten noordoosten van Filipów, 26 kilometer ten noordwesten van Suwałki en 128 kilometer ten noorden van Białystok.